# Peitschen- und Katapulteffekt bei Arbeitsbühnen
Der Peitschen- und Katapulteffekt bei Arbeitsbühnen ist ein physikalisches Schwingungsphänomen, das besonders bei der Nutzung von Hubarbeitsbühnen auftritt. Zusammen mit dem sogenannten Katapulteffekt kann er ein ernsthaftes Sicherheitsrisiko bei Arbeiten in der Höhe darstellen. Beide Effekte können dazu führen, dass man die Kontrolle verliert, Werkzeuge fallen oder im schlimmsten Fall Personen aus dem Arbeitskorb stürzen. 

## Hintergrund und Entstehung
Wenn Arbeitsbühnen mit beweglichen Auslegern, wie Teleskop- oder Gelenkteleskopbühnen, eingesetzt werden, können plötzliche Bewegungen oder Lastwechsel zu abrupten Schwingungen führen. Diese Schwingungen breiten sich entlang des Auslegers aus und verstärken sich am äußersten Punkt, dem Arbeitskorb. Dieses Phänomen nennt man Peitscheneffekt. Man kann sich das wie die Bewegung einer Peitsche vorstellen, bei der die Energie über die Länge des Auslegers weitergegeben und am Ende stark verstärkt wird. Typische Auslöser sind: 
- schnelles Aus- oder Einfahren des Teleskoparms
- abruptes Stoppen
- plötzlicher Lastwechsel im Korb
- unkontrollierte Bewegungen des Bedienpersonals

## Katapulteffekt
Der Katapulteffekt tritt häufig bei selbstfahrenden Arbeitsbühnen auf und wird durch externe Impulse ausgelöst. Er entsteht typischerweise, wenn man über ein Hindernis fährt, abrupt stoppt oder die Richtung während der Fahrt wechselt. Durch die ruckartige Bewegung des Fahrwerks gerät der Oberwagen ins Schwingen, was eine katapultartige Bewegung der Plattform zur Folge hat. Personen, die nicht mit einer persönlichen Schutzausrüstung gegen Absturz (PSAgA) gesichert sind, können dadurch aus dem Korb geschleudert werden. Im Gegensatz zum Peitscheneffekt, der hauptsächlich durch Bewegungen des Auslegers verursacht wird, ist beim Katapulteffekt die Bewegung des Unterbaus (Fahrgestell) entscheidend.

## Gefährdungspotenzial
Beide Effekte können zu unkontrollierbaren Bewegungen der Plattform führen, was ernsthafte Folgen haben kann: 
- Sturzgefahr, wenn keine Sicherung vorhanden ist
- Verlust von Werkzeugen
- Schäden an der Arbeitsbühne oder an Objekten in der Umgebung
- Verstärkung von Schwingungen bei längeren Auslegern oder Arbeiten in großer Höhe
- Verlust der Kontrolle über die Bewegungen im Korb

## Betroffene Gerätegruppen
Besonders anfällig für Peitschen- und Katapulteffekte sind: 
- Gelenkteleskopbühnen
- Teleskopbühnen
- Lkw-Arbeitsbühnen
- Anhänger-Arbeitsbühnen

Aber auch kleinere oder stationäre Arbeitsbühnen können bei unsachgemäßer Bedienung Schwingungen entwickeln. 

## Vermeidung und Sicherheitsmaßnahmen
Um das Risiko zu minimieren, sind folgende Maßnahmen empfehlenswert: 
- Langsame und gleichmäßige Bewegungen beim Ausfahren und Verfahren
- Keine abrupten Fahrmanöver, besonders bei ausgefahrenem Arm
- Nicht mit ausgefahrenem Ausleger fahren, es sei denn, der Hersteller erlaubt es
- Tragen einer persönlichen Schutzausrüstung gegen Absturz (Gurt + Anschlagpunkt)
- Vermeidung von Windeinfluss, insbesondere bei großflächigen Arbeiten
- Regelmäßige Schulungen und Unterweisungen der Bediener

Die Wahl der richtigen Bühne für den jeweiligen Einsatzort ist ebenfalls wichtig für die Sicherheit. Scherenbühnen bieten beispielsweise in Innenräumen oft eine stabilere Alternative zu Auslegerbühnen.

## Regelungen und Vorschriften
In Deutschland wird auf die Risiken dieser Effekte unter anderem in folgenden Vorschriften hingewiesen: 
- - DGUV Regel 100-500 („Betreiben von Arbeitsmitteln“), hier wird auf die Gefährdung durch schwingende Bewegungen und ruckartiges Verfahren hingewiesen.
- - DGUV Information 208-019 (ehemals BGI 720), enthält Hinweise zur sicheren Nutzung von Hubarbeitsbühnen, insbesondere in Bezug auf Bewegungsverhalten und Sicherungsmaßnahmen.